# لونی تونز: فرار خرگوش‌ها
لونی تونز: فرار خرگوش‌ها (به انگلیسی: Looney Tunes: Rabbits Run) فیلمی پویانمایی ویدئویی کمدی ماجراجویی آمریکایی محصول ۲۰۱۵ از فرنچایز لونی تونز است که توسط برادران وارنر انیمیشن تولید شده است. این نخستین فیلم ویدئویی جدید لونی تونز پس از کریسمس لونی تونز است که نه سال قبل منتشر شد. این فیلم مدت کوتاهی پس از نمایش لونی تونز ساخته شد و بسیاری از اعضای آن مجموعه، از جمله کارگردان جف سیرگی، که همچنین پویانمای ناظر هرج‌ومرج فضایی و پویانمای اصلی لونی تونز: بازگشت به مبارزه بوده است. این فیلم در ۴ اوت ۲۰۱۵ توسط سرگرمی خانگی برادران وارنر منتشر شد، اما زودتر در ۷ ژوئیه ۲۰۱۵ در ودو و وال‌مارت منتشر شد.

## داستان
از مقر فرماندهی خود، ژنرال آژانس امنیت ملی، فاگهورن لگهورن، به همراه کارآموزش پیت پوما و جاسوس سیسیل لاک‌پشت، بر عملیاتی در کوهی در جنگل‌های مرکزی مکزیک نظارت می‌کنند. هدف این عملیات استخراج یک گل نادر است، زیرا مأموران معتقدند که این گل قدرتمندترین سلاح جهان است. با این حال، اسپیدی گونزالس زودتر از آنها به آن دست پیدا می‌کند. در نیویورک، لولا بانی از کار کردن در پیشخوان عطرفروشی فروشگاه آکمه، تحت مدیریت جووانی جونز، خسته شده است. او به طور تصادفی به فروشگاه آسیب می‌زند، اخراج می‌شود و ناچار می‌شود با تاکسی باگز بانی، سفری طولانی و ناخوشایند به خانه داشته باشد. وقتی به آپارتمانش می‌رسد، با دیدن یک موش جیغ می‌کشد، در حالی که آن موش در واقع صاحبخانه‌اش، اسپیدی، است. اسپیدی گل را به او هدیه می‌دهد، در حالی که نمی‌داند آژانس امنیت ملی آن را تحت نظر دارد.
ژنرال لگهورن مأمور المر فاد را می‌فرستد تا گل را زیر نظر بگیرد، اما لولا از آن برای ساخت عطر خود استفاده می‌کند، که به‌طور ناخواسته خاصیت نامرئی‌کننده دارد. او متوجه نمی‌شود، چون به‌طور تصادفی عطر را در چشمش اسپری می‌کند، سپس مجبور می‌شود چشمش را بشوید که باعث می‌شود دوباره دیده شود. سیسیل افرادش را برای گرفتن گل می‌فرستد، اما لولا از پنجره عقب‌نشینی کرده و به سمت تاکسی باگز سقوط می‌کند. در مسیر سقوط، عطر باعث نامرئی شدن دیوار شده و آپارتمان‌های متوالی را نمایان می‌سازد. ژنرال لگهورن جایزه‌ای ۵۰۰,۰۰۰ دلاری برای دستگیری باگز و لولا تعیین می‌کند. یوسمیتی سم، که در حال آماده شدن برای سرقت از بانکی در تایمز اسکوئر (تنها با یک تفنگ آبپاش کوتاه‌بُرد) بود، از این جایزه باخبر می‌شود و آنها را دستگیر می‌کند. با این حال، او از تحویل آنها به آژانس امنیت ملی یا اداره پلیس نیویورک خودداری می‌کند تا زمانی که پول را دریافت کند، و در نتیجه، یک تیراندازی یک‌طرفه رخ می‌دهد. در نهایت، لولا و باگز از طریق یک فاضلاب طوفانی فرار می‌کنند.
آنها از یک دریچه فاضلاب در مقابل پورکی پیگ بیرون می‌آیند و باعث ایجاد ترافیک می‌شوند، اما جووانی عطر را می‌قاپد. لولا به دنبال او می‌دود اما توسط سیسیل در یک ون ربوده می‌شود. باگز به تاکسی دافی داک می‌پرد و تعقیبشان می‌کند. در یک مکان مخفی، سیسیل و افرادش از لولا بازجویی کرده و او را در وضعیت مرگباری رها می‌کنند، اما باگز و دافی موفق می‌شوند او را نجات دهند. آنها با سرعت از خیابان‌ها و تونل‌های مترو نیویورک عبور کرده و از سنترال پارک می‌گذرند تا به فرودگاه بین‌المللی جان اف. کندی برسند. دافی که به اردک‌های پارک حسادت می‌کند، تصمیم می‌گیرد بازنشسته شود. در همین حال، سم که بازداشت شده بود، یک ماشین آژانس امنیت ملی را می‌دزدد و به تعقیب باگز و لولا تا فرودگاه ادامه می‌دهد. آنجا، لولا جووانی را می‌بیند و همه آنها سوار هواپیما می‌شوند، از جمله سیسیل. باگز عطر را پس می‌گیرد و از لباس‌های چمدان‌های مسافران یک چتر نجات درست می‌کند. پس از درگیری با سم بر سر عطر، او و لولا در اقیانوس اطلس فرود می‌آیند. گوفی گوفرها آنها را در قایق تفریحی‌شان سوار می‌کنند و عطر را امتحان کرده و خاصیت نامرئی‌کنندگی آن را کشف می‌کنند، هرچند که این موضوع باعث ناراحتی لولا می‌شود. اما باگز او را قانع می‌کند که نیمه‌ی پر لیوان را ببیند. سپس، گوفرها به لولا یک تغییر ظاهر اساسی می‌دهند.
آنها به پاریس می‌رسند و باگز و لولا خود را با عطر اسپری می‌کنند و از نامرئی بودنشان لذت می‌برند: دزدیدن لیموناد، خرد کردن هرم لوور با بازی بیسبال، اسکی در «آلپ‌ها»، کشیدن نقاشی از عطر و چپاندن چندین ماشین در طاق پیروزی. اما وقتی باران می‌بارد، خاصیت نامرئی بودن از بین می‌رود و خود را در پل پون ده آر میان المر فاد و سیسیل گرفتار می‌بینند، در حالی که فاد گوفرها را گروگان گرفته است. سیسیل و افرادش به فاد خیانت کرده و او و مأموران اینترپلی که استخدام کرده بود را با تپانچه‌های لیزری خلع سلاح می‌کنند. باگز تلاش می‌کند شیشه عطر را در رود سن بیندازد تا پلیس‌ها را مجبور به عقب‌نشینی کند، اما سم آن را می‌قاپد. همه روی سم می‌پرند تا عطر را پس بگیرند، اما ناگهان همگی به یک ایستگاه فضایی در مدار مریخ تله‌پورت می‌شوند، جایی که ماروین دِ مارتین شیشه عطر را می‌قاپد و سیسیل فاش می‌کند که برای ماروین کار می‌کند. افراد سیسیل لباس‌هایشان را در می‌آورند و مشخص می‌شود که آنها در واقع مریخی‌های فوری هستند، که حتی خود سیسیل را هم غافلگیر می‌کند. ماروین نقشه‌اش را آشکار می‌کند: او قصد دارد کل زمین را نامرئی کند، زیرا جلوی دیدش به زهره را گرفته است. برای این کار، او بخش نامرئی‌کننده معجون را از قسمت عطری آن جدا می‌کند، اما در نهایت با دو شیشه کاملاً یکسان روبه‌رو می‌شود؛ یکی از آنها خاصیت نامرئی‌کنندگی دارد و دیگری ندارد.
باگز و لولا با جابه‌جا کردن بطری‌ها، هر دو را صاحب می‌شوند و در عوض، به ماروین یک کارت جوکر می‌دهند. آنها به سمت ایستگاه انتقال فرار می‌کنند، اما همه در یک محفظه چپانده می‌شوند که باعث اضافه‌بار در سیستم و جابه‌جایی تصادفی سر، بدن و دیگر اعضای آنها می‌شود. این وضعیت ادامه پیدا می‌کند و حتی اسکریوبال دافی از داک آموک هم از صحنه عبور می‌کند. در نهایت، همه به حالت عادی بازمی‌گردند. ماروین آنها را گیر می‌اندازد، بطری را می‌قاپد، به سیسیل خیانت کرده و او را اخراج می‌کند، سپس زمین را با عطر اسپری می‌کند، اما نمی‌داند که باگز آن را عوض کرده و زمین نامرئی نخواهد شد. باگز، در حالی که ماروین از شدت عصبانیت کف بر دهان دارد، خودش و همراهانش را نامرئی می‌کند و آنها از دست مریخی‌ها فرار کرده و سوار مارتین مگات می‌شوند. قبل از ترک ایستگاه، باگز تعدیل‌کننده فضای انفجاری ایلودیوم کیو-۳۶ را که ماروین قصد داشت برای نابودی زمین استفاده کند، به سمت او پرتاب می‌کند. در یک اتفاق طنزآمیز، این وسیله به جای زمین، مریخ را منفجر می‌کند و مریخی‌های فوری را نابود می‌سازد، در حالی که ماروین از یک ریشه آویزان شده و با ناراحتی می‌گوید: «از زمینی‌ها متنفرم.» مارتین مگات بقیه را سالم به زمین برمی‌گرداند و در رود سن فرود می‌آید. وقتی آنها بطری را به اشتباه در سفینه جا می‌گذارند و عطر همراه آن غرق می‌شود، فاد به این نتیجه می‌رسد که دنیا هنوز برای نامرئی بودن آماده نیست و یک تعقیب‌وگریز یک‌طرفه را برای دستگیری سیسیل به جرم همدستی در نقشه ماروین آغاز می‌کند. لولا جووانی را برای دزدیدن عطر می‌بخشد و رابطه‌اش را با باگز با خوشحالی ادامه می‌دهد. در این میان، اسپیدی ناگهان از راه می‌رسد تا کرواسان صبحگاهی خود را بردارد و برای لحظه‌ای لولا را بابت عدم پرداخت اجاره‌اش، در حالی که توانسته به پاریس سفر کند، سرزنش می‌کند، سپس به سوئیس می‌رود.
یک سال بعد، تاجر عطر، پپه لو پیو، رایحه جدید خود را با نام لولا معرفی می‌کند. در نیویورک، باگز فاش می‌کند که هنوز معجون نامرئی‌کننده را دارد، در حالی که دافی به زندگی بازنشستگی خود در سنترال پارک ادامه می‌دهد.

## صداپیشگان
- ریچل رامراس در نقش لولا بانی
- جف برگمن در نقش باگز بانی، دافی داک، فاگهورن لگهورن و پپه لو پیو
- دیمون جونز در نقش ماروین دِ مارتین
- موریس لامارش در نقش یوسمیتی سم
- بیلی وست در نقش المر فاد
- جیم رش در نقش سیسیل لاک‌پشت
- مایکل سراتو در نقش جووانی جونز
- فرد ارمیسن در نقش اسپیدی گونزالس
- راب پلسن در نقش مک گوفر
- جس هارنل در نقش تاش گوفر و پیت پوما
- باب برگن در نقش پورکی پیگ
- آریان پرایس در نقش زن فرانسوی و دختر عطرفروش

## انتشار
این فیلم بر روی دی‌وی‌دی منتشر شد و شامل کارتون‌های اضافی «بهترین دوستان» (اولین قسمت از نمایش لونی تونز) و پویانمایی‌های کوتاه سه‌بعدی آبشار کایوت، خز پرواز، هار سوار و I Tawt I Taw a Puddy Tat بود.
این فیلم بعداً در ۲۵ مارس ۲۰۱۶ برای نخستین بار از شبکه کارتون نت‌ورک پخش شد.